# トルコイシフウキンチョウ
トルコイシフウキンチョウ（学名：Tangara mexicana）は、スズメ目フウキンチョウ科に分類される鳥類。 